# Aldomirovtsi
Aldomirovtsi (bulgariska: Алдомировци) är ett distrikt i Bulgarien.   Det ligger i kommunen Obsjtina Slivnitsa och regionen Sofijska oblast, i den västra delen av landet, 30 kilometer nordväst om huvudstaden Sofia.
Trakten runt Aldomirovtsi består till största delen av jordbruksmark. Runt Aldomirovtsi är det tätbefolkat, med 297 invånare per kvadratkilometer.